# Sant Joan de Vinyafrescal (església)
Sant Joan de Vinyafrescal és l'església parroquial d'origen romànic del poble homònim del terme de la vila de la Pobla de Segur, a la comarca del Pallars Jussà.

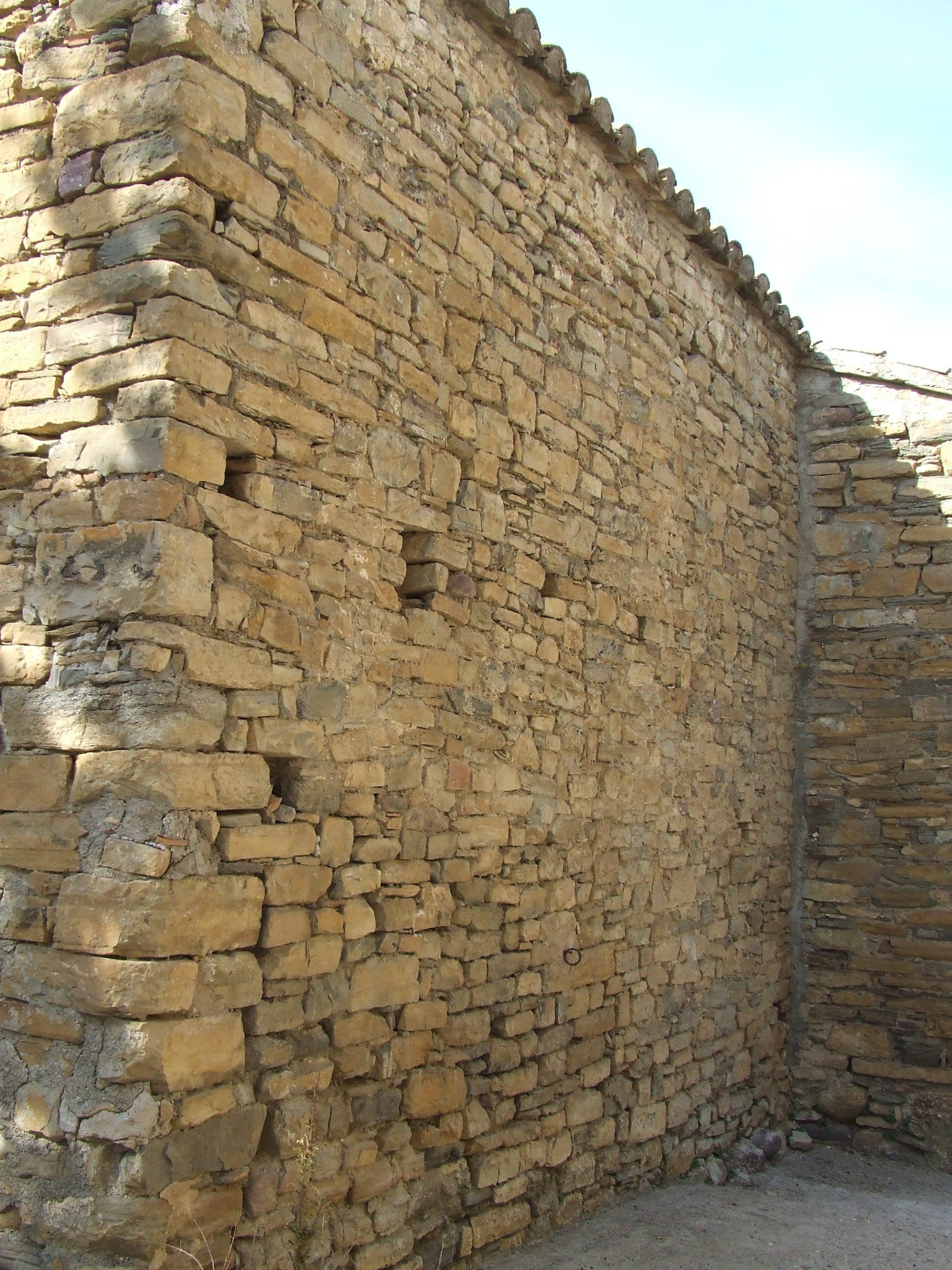
Mur meridional de l'església

L'església original romànica ha estat molt modificada al llarg dels segles, i actualment es conserven pocs elements del temple romànic. Possiblement una part de la capçalera i del mur de migdia. Un parell de piques de pedra també podrien ser d'origen medieval.
És una església petita, d'una sola nau, amb la porta actual a l'oest. Aquesta porta té a la part exterior un porxo, que abans s'obria al sud, ja que els seus costats nord i oest donaven al cementiri, antigament situat al mig del poble. No hi ha absis visible des de l'exterior, però sí a l'interior: un absis quadrat, cobert amb volta de punt rodó. Tanmateix, en l'estat actual no es pot veure de quina època és aquesta volta, ja que està del tot pintada de blanc.

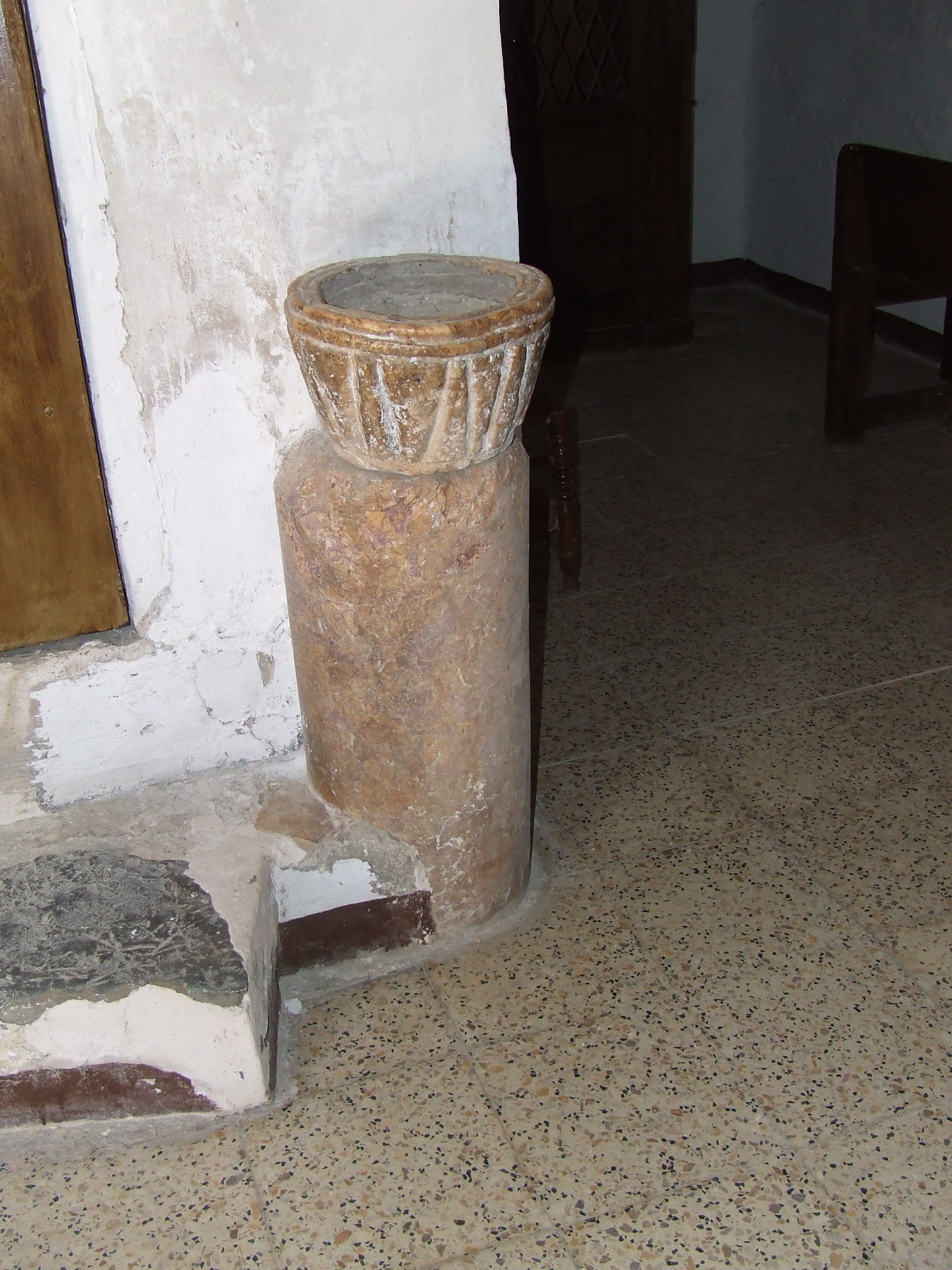
Pica d'aigua beneïda, possiblement medieval

El lloc i l'església són documentats el 1099 i el 1108, en sengles donacions a Sant Genís de Bellera. Més endavant passà a dependre de Sant Pere de les Maleses.